# 히노테가

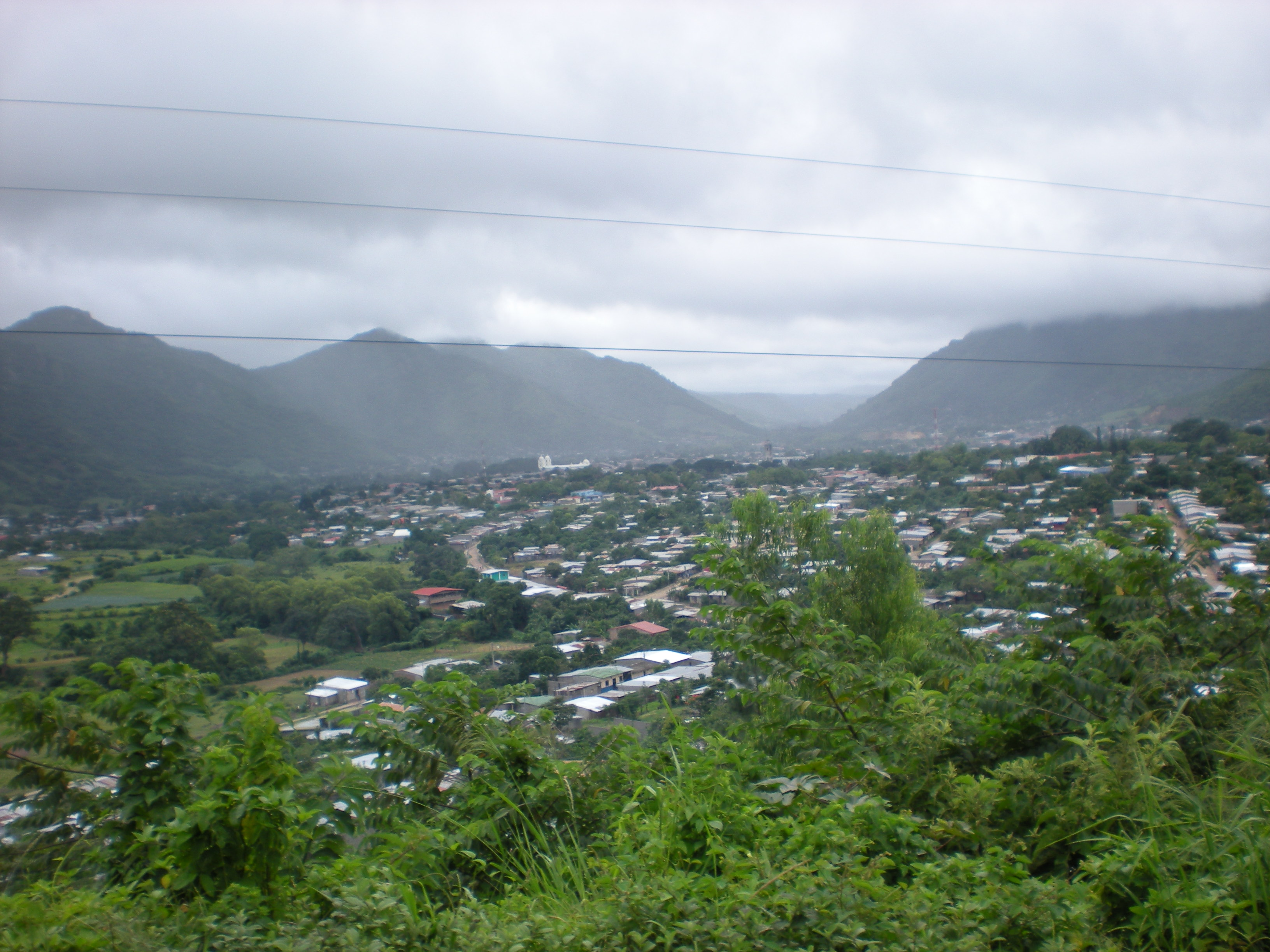
히노테가

히노테가(스페인어: Jinotega)는 니카라과의 도시로 히노테가 주의 주도이며 높이는 1,000m, 인구는 51,073명(2014년 기준)이다. 수도 마나과에서 북쪽으로 145km 정도 떨어진 곳에 위치한다. 니카라과의 전체 커피 생산량 가운데 80%를 차지하며 이 가운데 일부는 미국, 러시아, 캐나다, 유럽으로 수출된다.